# Kap MacDonald
Kap MacDonald ist eine bis zu 435 m hoch aufragende Landspitze an der Black-Küste des Palmerlands auf der Antarktischen Halbinsel. Es bildet die Südseite der Einfahrt zum Odom Inlet.
Teilnehmer der United States Antarctic Service Expedition (1939–1941) entdeckten das Kap im Jahr 1940. Namensgeber ist J. E. MacDonald, Sekretär des Service.